# 周韋彤
周 韋彤（チョウ・ウェイトン、1979年8月26日 - ）は、中国貴州省黔東南ミャオ族トン族自治州のスイ族出身のファッションモデル、女優、司会者、歌手、グラビアアイドル。本名は、周娜（チョウ・ナ）。日本では、MIYNに所属し、2009年9月からCica（シカ）の名前で活動している。中国では、東方賓利文化発展センターに所属し、2010年2月まで周 偉童（チョウ・ウェイトン）の名前で活動していた。
本項には、本人が周韋彤またはCicaとして公表している事実が記載されており、Cicaとしては公表していない事実が含まれます。

## 略歴
- 2000年、第6回中国モデルスターコンテストでグランプリを獲得し、モデルとして本格的にデビューした。
- 2009年8月23日、月刊誌『美的』10月号のメイクアップモデルとして、日本のメディアに初めて登場した。
- 2009年9月、Cicaとして、日本での活動を開始した。
- 2009年11月2日、日本での公式ブログ『Cica's FANTASY WORLD』を開始した。
- 2010年2月12日、中国での公式ブログ『周韋彤_新浪博客』で、周偉童から周韋彤へ改名することを発表した。
- 2010年9月3日、ファースト写真集『Cica loves YOU!』を発売した。
- 2010年10月21日、滞在先の台湾で、自身が既婚者であることを公表した（詳細は後述）。
- 2010年11月7日、大河ドラマ『龍馬伝』の第45回「龍馬の休日」に遊女役で出演し、端役ながら日本でのテレビドラマ出演を果たした。
- 2010年12月15日、ファーストDVD『ハジメマシテ・・・Cicaデス』を発売した。
- 2011年3月28日、日本での初のレギュラー出演となる番組『テレビで中国語』の放映が開始した。

## 人物
- 日本での活動の際は、年齢と国籍を非公開にしており、「無国籍の9頭身美女」というキャッチフレーズが付けられている[2][3][4]。しかし、自身の日本での公式ブログで中国の文化を紹介したり中国語の語学番組で流暢な中国語を話したりしているため、国籍の非公開はいくぶん形骸化している。
- Cicaという名前は欧米でモデル活動をしている時に友人が付けてくれた愛称である[5]。
- 中国では、「中国第一名模」（「中国のトップモデル」の意）、「陸版林志玲」（「中国版林志玲」の意）として知られている。なお、林志玲とは、林志玲が主演を務める映画『決戦刹馬鎮』で共演している。
- 学生時代は走幅跳の選手として活躍し、13歳のとき、中国の全国大会で優勝した。記録は6メートルを超え、オリンピックを目指せるほどであったという[6]。
- 14歳のとき、走幅跳の練習中にスカウトされ、モデルの道へと進んだ[6]。
- 最終学歴は、北京服装学院卒業。
- 英語、北京語、広東語、日本語を話す。日本語は勉強中とのこと[6]。
- 今後の日本での活動について、「ゆくゆくは演技や歌もやっていきたい」と語っている[6]。
- 趣味は、旅行とダイビング[7]。
- 好きな食べ物は、豚しゃぶと納豆パスタ。嫌いな食べ物は、牛肉と羊肉[6]。
- 初めて覚えた日本語は、「領収書ください」。
- 好きな日本語は、「なるほど、なるほど」、「まじ」[8]。

### 人妻疑惑
2010年10月21日、ファースト写真集『Loving, Cica』の宣伝のために訪問した台湾で、自身が既婚者であることを公表した。しかし、Cicaの人妻疑惑は、すでに台湾の地元メディアで報じられており、隠しきれない状況となっていた。本人によると、相手は台湾出身のカメラマンで、8年前に知り合い、4年前に入籍していたという。また、「故意に隠すつもりはなかった」とも語っている。しかし、11月1日に発売した『週刊ポスト』11月12日号によると、本人は人妻疑惑を否定したという。事実、Cicaとして、日本で活動する際は、インタビューで「日本人の彼氏が欲しい」と述べるなど、既婚者であることを公表していない。

### Cicaと周韋彤
Cicaは、周韋彤の愛称であり、国外で活動する際の芸名である。中国では、Cicaは周韋彤の愛称として認識されているが、日本では、周韋彤という名前を公表しておらず、Cicaが中国のファッションモデル・女優の周韋彤であることはあまり知られていない。

## 受賞歴
- 2000年 第6回中国モデルスターコンテスト グランプリ
- 2000-2001年度 中国プロファッションモデルベスト10

## 出演

### テレビドラマ
- 夏日里的春天（2003年）
- 天地真情（2004年）

### 映画
- 大荒野（2005年）
- 愛的是你（2006年）
- 決戦刹馬鎮（2009年）
- 愛情維修站（2010年）
- RE;Mind（2011年）

短編映画
- 八方解碼（2008年）

### 広告
- 周大福ジュエリー
- 韓国旭日化粧品
- 愛国者 (aigo) MP3プレーヤー
- 雪竹下着
- モトローラV680携帯電話
- P&Gウィスパー
- 李錦記生抽
- 櫻花牌花撒
- ダイエット コカ・コーラ
- ネスレソフトクリーム
- 嘉陵オートバイ
- ノキア携帯電話
- 新世界不動産
- 莱依婷シャンプー
- ニュートロジーナ
- 小天鵝（リトルスワン）洗濯機
- ロシアに赴いて北京五輪招致の為の宣伝
- 中国健康協会公共広告
- エイボン化粧品

### テレビ・ラジオ番組（日本）
- めざましテレビ公認 わがまま!気まま!旅気分「極上プラン!! ひろしま満喫ツアー」（2010年9月4日、BSフジ、制作：テレビ新広島）[10]
- DON!（2010年10月11日、日本テレビ）
- やじうまテレビ!（2010年10月15日、テレビ朝日）
- 麻衣的亜州電波〜Mai's Asian Wave〜（2010年10月24日、TBSラジオ）
- 龍馬伝（2010年11月7日、NHK）- 沿い寝女・ちか 役[11]
- Girls Award 2010 AUTUMN/WINTER（2010年11月19日、Fashion TV）（2010年11月20日、フジテレビ）
- テレビで中国語（2011年3月28日 - 2012年3月19日、NHK教育）
- 芸人報道（2011年6月27日、日本テレビ）

### CM（日本）
- サントリービタミンウォーター
- コンピレーションアルバム『クリスマス・エブリデイ』

## 作品

### 写真集
- Cica loves YOU!（2010年9月3日、集英社、撮影：ピーター・ラウ）ISBN 978-4-08-780581-9
- Loving,Cica（2010年9月3日、金牌大風）ISBN 978-986-86425-0-8

### カレンダー
- Cica 2011年 カレンダー（2010年10月6日、トライエックス）

### DVD
- ハジメマシテ・・・Cicaデス（2010年12月15日、ポニーキャニオン）